# Râul Căciulata
Râul Căciulata este un curs de apă, afluent de dreapta al râului Olt.

## Punct de vărsare
Râul Căciulata se varsă în Olt în dreptul localității omonime, Căciulata.

## Afluenți
Râul Căciulata nu are afluenți semnificativi pentru a fi notabili.